# Dolicheremaeus perreti
Dolicheremaeus perreti är en kvalsterart som beskrevs av Sandór Mahunka 1974. Dolicheremaeus perreti ingår i släktet Dolicheremaeus och familjen Tetracondylidae. Inga underarter finns listade i Catalogue of Life.